# Policía Foral

Logo der Policía Foral

Die Policía Foral de Navarra (bask. Nafarroako Foruzaingoa) ist seit 1982 die autonome Polizei der spanischen Region Navarra.

## Geschichte
Gegründet wurde sie 1929 unter dem Namen Policía de Carreteras (dt.: Straßenpolizei) und hatte aufgrund der Tatsache, dass Navarra über eigene regionale Infrastrukturen verfügt, die Überwachung des Verkehrs zur Aufgabe.
Seit dem bis heute gültigen Autonomiestatut von 1982 handelt es sich, neben der Ertzaintza (Baskenland) und den Mossos d’Esquadra (Katalonien), um eine von drei Polizeien, die in Spanien direkt einer autonomen Gemeinschaft unterstehen, und in diesen Regionen die Aufgaben der Guardia Civil übernehmen. Derzeit hat die Policía Foral rund 1.100 Polizisten (2010), mittelfristig wird aber eine Erhöhung auf rund 1.200 angestrebt.